# Ulrich von Steinfeld

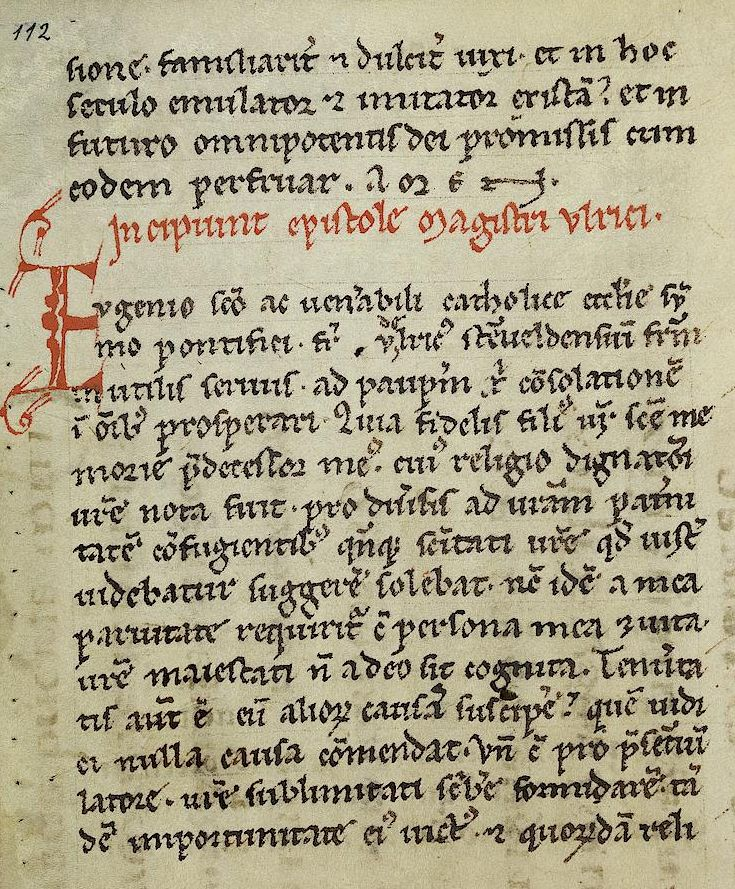
Beginn der Briefsammlung

Ulrich von Steinfeld († wohl am 5. Januar 1170 in Steinfeld in der Eifel) war Prämonstratenser-Chorherr und als Nachfolger Everwins von ca. 1152 bis 1170 der zweite Propst des Prämonstratenserklosters Steinfeld in der Eifel. Er stammte aus Frankreich und lernte nie die vollständige Beherrschung der deutschen Sprache, wie Caesarius von Heisterbach berichtet. Er war Scholaster des Kollegiatstifts in Münstereifel und trat in Steinfeld ein, als dieses Stift seine Schulden übernahm. 

## Leben
Von ihm ist eine Sammlung von 73 Briefen erhalten, die er ca. 1152–1158 in seiner Funktion als Klostervorsteher schrieb. Die „einzigartige Quelle“ gilt als eines der wichtigsten Zeugnisse zur Situation des Prämonstratenserordens in seiner Gründerzeit. Doch nicht nur für diesen ist sie wichtig, urteilte Bruno Krings, der in ihr ein „bisher noch nicht ausgewertetes Zeugnis für die Lebensform, Spiritualität, geistige Kraft und Ausstrahlung der Regularkanoniker des 12. Jh. und den engen Beziehungen zwischen den Springiersbachern und Prämonstratensern“ sah.
Die Briefe sind in einer Abschrift aus dem endenden 12. oder beginnenden 13. Jahrhundert überliefert, die aus der Prämonstratenserabtei Arnstein an der Lahn stammt. Der Pergamentcodex im Oktav-Format mit den in Latein verfassten Briefen war über den ehemaligen Arnsteiner Konventualen und späteren Pfarrer Siardus Hasslacher nach Darmstadt gelangt und wurde 1894 vom Darmstädter katholischen Kirchenvorstand dem Bischöflichen Priesterseminar in Mainz als Schenkung übergeben (heute Martinus-Bibliothek Mainz Hs. 42, die Briefsammlung auf den Seiten 112–164).
Den ersten Abdruck der Briefe besorgte der Historiker Ferdinand W. E. Roth 1896 in der Zeitschrift des Aachener Geschichtsvereins. Eine verbesserte Ausgabe der Briefe legte Ingrid Joester 1976 im Urkundenbuch der Abtei Steinfeld vor. Die Handschrift steht in der virtuellen Rekonstruktion der Lorscher Klosterbibliothek der Universitätsbibliothek Heidelberg online zur Verfügung.